# Xysticus luctans
Xysticus luctans es una especie de araña cangrejo del género Xysticus, familia Thomisidae. Fue descrita científicamente por C. L. Koch en 1845.

## Distribución geográfica
Habita en Canadá y los Estados Unidos.